# Elección presidencial de Alemania Occidental de 1964
Una elección presidencial indirecta se celebró en Alemania Occidental el 1 de julio de 1964. El presidente Heinrich Lübke fue propuesto para la reelección por la Unión Demócrata Cristiana. El Partido Democrático Liberal nominó al ministro de Justicia Ewald Bucher. El Partido Socialdemócrata se dividió. La línea oficial del partido apoyaba la reelección del Presidente Lübke. Algunos han especulado que esto fue un primer paso hacia la gran coalición que llevó a Kurt Georg Kiesinger al poder dos años después. Sin embargo, el elevado número de abstenciones parece indicar que no todos los miembros del SPD estuvieron de acuerdo con este posicionamiento, al igual que el hecho de que Ewald Bucher recibió al menos 19 votos desde fuera de su propio partido. Las elecciones se llevaron a cabo en Berlín Oeste.

## Composición de la Asamblea Federal[1]
El Presidente es elegido por la Asamblea Federal integrada por todos los miembros del Bundestag y un número igual de delegados en representación de los estados. Estos se dividen proporcionalmente según la población de cada estado, y la delegación de cada estado se divide entre los partidos políticos representados en su parlamento a fin de reflejar las proporciones partidistas en el parlamento.
| Por Partido        | Por Partido    | Por Partido | Por Estado                  | Por Estado |
| Partido            | Partido        | Miembros    | Estado                      | Miembros   |
| ------------------ | -------------- | ----------- | --------------------------- | ---------- |
|                    | CDU/CSU        | 485         | Bundestag                   | 521        |
|                    | SPD            | 445         | Baden-Württemberg           | 73         |
|                    | FDP            | 104         | Baviera                     | 89         |
|                    | BP             | 3           | Berlín                      | 20         |
|                    | GB/BHE         | 2           | Bremen                      | 6          |
|                    | SVP            | 1           | Hamburg                     | 17         |
|                    | DPS*           | 1           | Hesse                       | 45         |
|                    | Independientes | 1           | Baja Sajonia                | 61         |
| Total              | Total          | 1042        | Renania del Norte-Westfalia | 147        |
|                    |                |             | Renania-Palatinado          | 32         |
| Saarland           | 10             |             |                             |            |
| Schleswig-Holstein | 21             |             |                             |            |
| Total              | 1042           |             |                             |            |

*El Demokratische Partei Saar (DPS) era la rama estatal en Sarre del FDP.

## Resultados[2]
| Candidato                                                                          | Apoyo político              | Votos | %    |
| ---------------------------------------------------------------------------------- | --------------------------- | ----- | ---- |
| Heinrich Lübke                                                                     | CDU/CSU                     | 710   | 68.1 |
| Ewald Bucher                                                                       | FDP                         | 123   | 11.8 |
| Votos en blanco                                                                    | Votos en blanco             | 187   | 17.9 |
| Votos inválidos                                                                    | Votos inválidos             | 4     | 0.4  |
| Electores que no sufragaron                                                        | Electores que no sufragaron | 18    | 1.7  |
| Total                                                                              | Total                       | 1,042 | 100  |
| Con estos resultados, Heinrich Lübke fue reelegido Presidente Federal de Alemania. |                             |       |      |